# ديفيد إتش. لوك
ديفيد إتش. لوك هو سياسي أمريكي، ولد في 4 أغسطس 1927 في بوسطن في الولايات المتحدة، وتوفي في 12 ديسمبر 2019. نشط حزبياً في الحزب الجمهوري. وقد انتخب عضو مجلس نواب ماساتشوستس ‏.